# Љубавни терапеут
Љубавни терапеут (енгл. Hitch) је филмска романтична комедија из 2005. године, коју је режирао Енди Тенант, док сценарио потписује Кевин Биш. Главне улоге играју:  Вил Смит, Ева Мендез и Кевин Џејмс. Филм је изашао 11. фебруара 2005. године.

## Радња
У овој софистицираној романтичној комедији, Алекс „Хич” Хиченс (Вил Смит) је легендарни и по свом избору анонимни, њујоршки „љубавни терапеут” који је за хонорар помогао небројеним мушкарцима да пронађу жене својих снова. Док обучава Алберта (Кевин Џејмс), стидљивог рачуновођу, затресканог у гламурозну звезду Алегру Kол (Амбер Валета), Хич коначно налази себи равну у прелепој и паметној Сари Мелас (Ева Мендез), новинарки трач-рубрике која прати сваки Алегрин корак. Хич, нежења од каријере, одједном схвата да је лудо заљубљен у Сару, новинарку чија би највећа репортажа могла да буде раскринкавање најчувенијег љубавног терапеута са Менхетна.

## Улоге
| Глумац         | Улога              |
| -------------- | ------------------ |
| Вил Смит       | Алекс „Хич“ Хичинс |
| Ева Мендез     | Сара Мелас         |
| Кевин Џејмс    | Алберт Бренаман    |
| Амбер Валета   | Алегра Кол         |
| Робин Ли       | Кресида            |
| Џули Ен Емери  | Кејси              |
| Мајкл Рапапорт | Бен                |
| Адам Аркин     | Макс               |
| Пола Патон     | Менди              |

## Зарада
- Зарада у САД - 179.495.555 $
- Зарада у иностранству - 188.604.865 $
- Зарада у свету - 368.100.420 $